# Gromphadorhina portentosa
Gromphadorhina portentosa (лат.), мадагаскарский шипящий таракан или просто мадагаскарский таракан — вид крупных тропических тараканов из семейства Blaberidae. Используется в качестве живого корма для рептилий, земноводных и пауков.
Один из самых больших тараканов в мире: средние размеры самки и самца — 60 и 55 мм соответственно.
Эндемик Мадагаскара, обитает на стволах и ветвях деревьев и кустов. Питаются травянистыми частями растений и фруктами. Продолжительность жизни в природе 1—2 года, в неволе 2—3 года (некоторые особи доживают до 5 лет).
Имаго окрашены в коричневый цвет, задние грудные сегменты и переднеспинка коричнево-чёрного цвета. На протораксе (переднегруди) самцов находятся два поднятых рожка, в то время как у самок они отсутствуют. Мадагаскарские тараканы не имеют крыльев. В случае опасности отпугивают врагов шипением.

## Шипение
Мадагаскарские тараканы примечательны способностью шипеть или свистеть. Это свойственно и ряду других видов. Такие звуковые сигналы служат для отпугивания хищников и для внутренних отношений (например, борьба самцов за самку). Извлечение звука осуществляется посредством резкого сокращения брюшка, благодаря чему воздух с силой проходит через дыхальца.
Самцы шипят во время опасности, борьбы за самку, во время ухаживания и спаривания. Самки шипят только во время опасности. Так можно отличить их по половому признаку.
Чем громче шипит самец, тем больше у него шансов на спаривание с самкой.

## Антенны
Усы являются рецепторами феромона, следовательно без антенн самец не сможет привлечь самку и оплодотворить её. Во время драки между самцами за самку они стараются откусить сопернику в первую очередь усы, а потом уже другие части тела.

Домик с тараканами